# Makinoa crispata
Makinoa crispata är en bladmossart som först beskrevs av Franz Stephani, och fick sitt nu gällande namn av Kiichi Miyake. Makinoa crispata ingår i släktet Makinoa och familjen Makinoaceae. Inga underarter finns listade i Catalogue of Life.